# Sept-Vents
Sept-Vents és un municipi francès situat al departament de Calvados i a la regió de Normandia. L'any 2007 tenia 390 habitants.

## Demografia

### Població
El 2007 la població de fet de Sept-Vents era de 390 persones. Hi havia 140 famílies de les quals 36 eren unipersonals (20 homes vivint sols i 16 dones vivint soles), 36 parelles sense fills, 60 parelles amb fills i 8 famílies monoparentals amb fills.
La població ha evolucionat segons el següent gràfic:
Habitants censats

### Habitatges
El 2007 hi havia 171 habitatges, 146 eren l'habitatge principal de la família, 12 eren segones residències i 13 estaven desocupats. 168 eren cases i 1 era un apartament. Dels 146 habitatges principals, 108 estaven ocupats pels seus propietaris, 35 estaven llogats i ocupats pels llogaters i 3 estaven cedits a títol gratuït; 7 tenien dues cambres, 13 en tenien tres, 36 en tenien quatre i 90 en tenien cinc o més. 98 habitatges disposaven pel capbaix d'una plaça de pàrquing. A 64 habitatges hi havia un automòbil i a 69 n'hi havia dos o més.

### Piràmide de població
La piràmide de població per edats i sexe el 2009 era:
| Homes | Edats   | Dones |
| ----- | ------- | ----- |
| 0     | 95 o +  | 0     |
| 4     | 90 a 94 | 0     |
| 4     | 85 a 89 | 4     |
| 4     | 80 a 84 | 4     |
| 8     | 75 a 79 | 0     |
| 8     | 70 a 74 | 8     |
| 12    | 65 a 69 | 20    |
| 4     | 60 a 64 | 8     |
| 12    | 55 a 59 | 8     |
| 0     | 50 a 54 | 12    |
| 0     | 45 a 49 | 4     |
| 24    | 40 a 44 | 12    |
| 8     | 35 a 39 | 8     |
| 16    | 30 a 34 | 12    |
| 12    | 25 a 29 | 8     |
| 8     | 20 a 24 | 8     |
| 20    | 15 a 19 | 16    |
| 24    | 10 a 14 | 12    |
| 16    | 5 a 9   | 8     |
| 4     | 0 a 4   | 16    |

## Economia
El 2007 la població en edat de treballar era de 240 persones, 185 eren actives i 55 eren inactives. De les 185 persones actives 181 estaven ocupades (102 homes i 79 dones) i 4 estaven aturades (1 home i 3 dones). De les 55 persones inactives 20 estaven jubilades, 21 estaven estudiant i 14 estaven classificades com a «altres inactius».

### Ingressos
El 2009 a Sept-Vents hi havia 150 unitats fiscals que integraven 405 persones, la mediana anual d'ingressos fiscals per persona era de 15.950 €.

### Activitats econòmiques
Dels 8 establiments que hi havia el 2007, 2 eren d'empreses de construcció, 2 d'empreses de comerç i reparació d'automòbils, 1 d'una empresa immobiliària, 2 d'empreses de serveis i 1 d'una empresa classificada com a «altres activitats de serveis».
Els 2 serveis als particulars que hi havia el 2009 eren paletes.
L'any 2000 a Sept-Vents hi havia 31 explotacions agrícoles que ocupaven un total de 1.320 hectàrees.

## Equipaments sanitaris i escolars
El 2009 hi havia una escola elemental integrada dins d'un grup escolar amb les comunes properes formant una escola dispersa.

## Poblacions més properes
El següent diagrama mostra les poblacions més properes.